# Hélio Pereira de Resende
Hélio Pereira de Resende foi um político brasileiro natural de Lagoa Dourada, estado de Minas Gerais. Foi prefeito de Conselheiro Lafaiete entre 1971 e 1973 e deputado estadual de Minas Gerais na 9ª e na 10ª legislatura (1979 - 1987).